# Altes Serail (Akkon)
Das Alte Serail (arabisch السرايا القديم bzw. السراي القديمة, DMG al-Sarāyā al-Qadīm / al-Sarāy al-Qadīma; hebräisch הַסָּרָאיָה הַיְּשָׁנָה ha-Sarājah ha-Jəschanah) ist ein ehemaliges Serail in Akkon, Nordbezirk Israels. Die persischstämmige arabische Vokabel Serail (سراي oder سرايا, DMG Sarāy, Sarāyā) bezeichnet im levantinischen Sprachgebrauch Bauten für Repräsentation, Wohnzwecke und Verwaltung aus osmanischer Zeit, denn private Gemächer, auch solche für Haremsdamen, wie Verwaltungsräume, waren oft unter einem Dach. Das Alte Serail als Verwaltungssitz bildet mit der Dschazzār-Moschee (Gebetsstätte) und Akkos Zitadelle (Militärstandort) das ehemalige regionale Regierungsviertel.:172
Nach verschiedenen Verwendungen dient der um einen Ehrenhof errichtete Dreiflügelbau des Serails seit 1998 als Kultur-, Jugend- und Sportzentrum MaTNa“S a-Sarājah (מֶרְכַּז תַּרְבּוּת, נֹעַר וּסְפּוֹרְט [מַתְנָ"ס] אַ-סָּרָאיָה Merkaz Tarbūt, Noʿar ūSpōrṭ [MaTNa“S] a-Sarājah) in städtischer Trägerschaft.
Das Alte Serail wurde 1750 auf der Krypta der ansonsten weitgehend zerstörten Johanniterkirche St. Johannis erbaut und bezieht in seinem Westflügel deren Westfassade und Teile von deren Nordfassade ein. Bauherr des Alten Serails war der arabische Regionalpotentat Ẓāhir al-ʿUmar (1690–1775). Bis 1830 erbaute sich einer seiner Nachfolger ein Neues Serail, woher der Namenszusatz ‹Altes› rührt. Da das Neue Serail seit 1983 meist als Palais des Paschas (אַרְמוֹן הַפָּאשָׁא Armon ha-Pāšā) bezeichnet wird, verblasst die Benennung Neues Serail. Entsprechend wird auch das Alte Serail oft ohne Zusatz einfach Serail genannt.

Plan Akkos mit Grundrissen von Wällen, Grundriss H: Krypta unterm Alten Serail, Zitadelle (№ 2: Nordmauer des osmanischen Vorhofs, № 3: Säle 1–6, № 4: Hof, № 5: Refektorium), № 20: Dschazzār-Moschee auf Unterbau der Kreuzkathedrale, № 22: Chan al-Ifranǧ und weiteren Bauten

## Lage
Das Alte Serail liegt in Akkon im nördlichen Teil der heutigen Altstadt innerhalb der enger gezogenen osmanischen Stadtmauer, die nur einen Teil der Fläche der einstigen Kreuzfahrerstadt einschließt. Die Mauer ist das Werk Ẓāhir al-ʿUmars und seines Nachfolgers Ahmad ‹al-Dschazzār› Pascha. Das Alte Serail liegt auf der südlichen Straßenseite des Rechov Portzej ha-Mivtzar (רְחוֹב פּוֹרְצֵי הַמִּבְצָר ‚Straße der Einbrecher in die Festung‘; شارع اللص في القلعة, DMG Šāriʿ al-Laṣi fī al-Qalʿa) Ecke Rechov Ritschard Lev-Ari (רְחוֹב רִיצָ'ארְד לֵב-אֲרִי, شارع ريتشارد قلب الأسد, DMG Šāriʿ Rītšārd Qalb al-Asad ‚Richard-Löwenherz-Straße‘). Dem Alten Serail nördlich gegenüber erhebt sich die Zitadelle. Sie besteht oben aus Bauten der osmanischen Zeit und schließt die Reste der nördlichen Johanniterkommende darunter (französisch Grand Manoir ‚Großes Herrenhaus‘) ein, die sich nördlich und südlich beiderseits des Rechov Portzej ha-Mivtzar erstreckte.
Die Gassen und Straßen um Altes Serail und Zitadelle liegen heute sieben bis acht Meter über dem mittelalterlichen Straßenniveau,:171 da man im 18. Jahrhundert bei Wiedererschließung der Kreuzfahrerruinen herabgestürzte Trümmer und Schutt der einst imposanten, 1291 zerstörten oberen Etagen in den Gassen beließ und sich damit begnügte, mit Sandaufschüttungen ein neues, höheres Straßenniveau zu ebnen. Damit ist dieser Bereich heute die höchste Lage in Akkos Altstadt. Entsprechend nahm man nur auf dieser Höhe Baureste in Nutzung bzw. baute auf erhaltenen Untergeschossen, wie der Krypta von St. Johannis, die auf dem neuen Niveau noch herausragte, neu, wie mit dem Alten Serail geschehen.

## Geschichte
Akko ist eine alte Stadt am Mittelmeer, wo der Handelsweg Via Maris zwischen Ägypten und Mesopotamien von See- auf Karawanentransport und umgekehrt wechselte. Mehrfach zerstört und aufgebaut und noch öfter von einem Herrn an einen anderen gefallen (Phönikier, Altägypter, Alexander der Große, Römer, Byzantiner, ägyptische Fatimiden, Kreuzfahrer, Mamluken, um nur einige zu nennen) gehörte Akko, wie die gesamte Levante, seit 1516/1517 zum Osmanischen Reich. Auch unter den Osmanen blieb Akko ein Ruinenfeld. Akkos Kirchen und Befestigungen waren auf Befehl seines siegreichen Eroberers Sultan Chalil 1291 durch Emir ʿAlam al-Din Sandschar al-Schudschaʿi al-Mansuri (عَلَمُ الدِّينِ سَنْجَرُ الشُّجَاعِيُّ المَنْصُورِيُّ, DMG ʿAlam ad-Dīn Sanǧar aš-Šuǧāʿī al-Manṣūrī) geschleift worden waren, um christliche Spuren zu tilgen und den Kreuzfahrern – nach einer eventuellen Rückeroberung – eine erneute Nutzung als Stützpunkt unmöglich zu machen. Allerdings blieb von den massiven Bauten der Johanniterkommende einiges erhalten.
Nur wenige autark lebende Menschen, oft arabische Fischer, ließen sich neu in den Ruinen nieder und richteten sich ein. Akkos Hafen war der einzige in der Levante, in dem bei jedem Wetter Ladung angelandet werden konnte. Im 17. Jahrhundert trieb der florierende Handel in Westeuropa vor allem französische, aber auch niederländische Kaufleute auf der Suche nach Geschäftsgelegenheiten an die Küsten der Levante, wobei erstere gewissen Rechtsschutz durch die Kapitulationen des Osmanischen Reiches genossen und unter Europäern ein Monopol im osmanischen Handel beanspruchten.:94

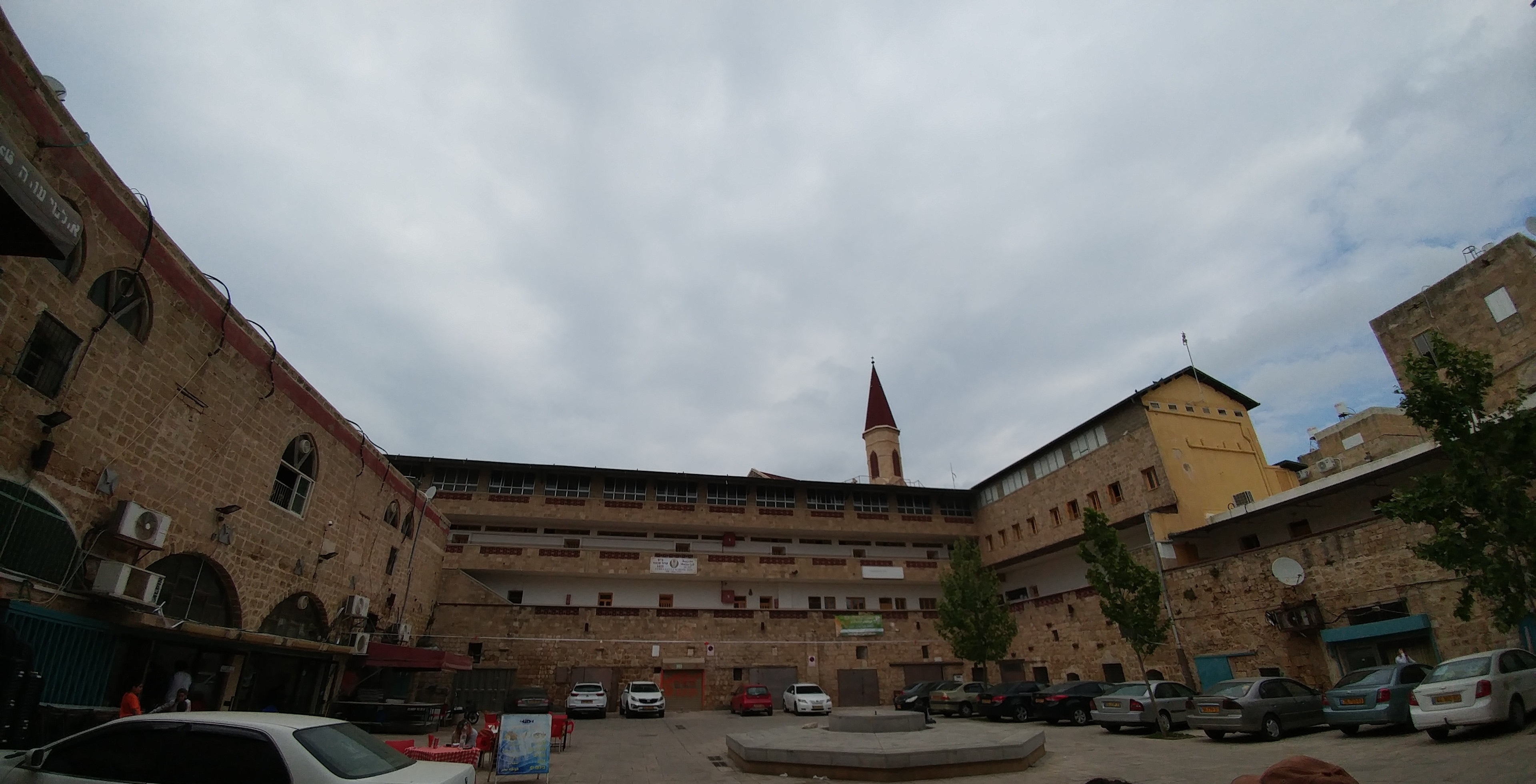
Chan al-Ifranǧ: Überbaut mit Terra-Sancta-Schule, überragt von St. Franziskus, 2015

Europäische Kaufleute steuerten auch den Hafen Akkos an. Im Jahre 1691 wohnten bereits 13 französische Kaufleute in Akko,:96 die Handelsposten im hafennahen ehemaligen venezianischen Handelshof unterhielten, der um 1700 inmitten der Trümmer hergerichtet wurde und bis heute ihretwegen auf Arabisch Chan al-Ifranǧ (خان الإفرنج ‚Frankenkarawanserei‘) genannt wird.:172 Die Textilindustrie in Frankreich prosperierte und steigerte ihre Baumwollimporte zwischen 1700 und 1750 um das Zehnfache, und obwohl die Produzenten das Angebot steigerten, wuchs die Nachfrage schneller, weshalb sich der Baumwollpreis in der gleichen Zeit verdoppelte.:104 Auf der Suche nach Baumwolllieferanten reisten Marseiller Kaufleute 1691 schon durchs galiläische Hinterland bis Safed.:97 Die wenigen freien Bauern, vor allem aber die vielen abhängigen bäuerlichen Landpächter staatlichen Miri-Landes im osmanischen Tımar-System erkannten, dass Baumwollproduktion über ihren Eigenbedarf hinaus sich zu steigenden Preisen absetzen ließ.
Wenn Steuerpächter (ملتزم, DMG multasim) über die Dörfer kamen, meist um rigoros die Abgabe auf Miri-Land einzutreiben, konnten die oft illiquiden bäuerlichen Pächter diese nur aus Erlösen bestreiten, die sie aus Schnellverkäufen hektisch und nicht voll gereift geernteter Baumwolle an europäische Kaufleute zu schlechten Preisen erzielten.:99 So fielen Preis, Quantität und Qualität für Produzenten und Kaufleute ungünstig aus, weshalb französische Kaufleute bis 1720 einen Terminmarkt für Baumwolle (später auch für andere Terminwaren wie Olivenöl und Getreide) etablierten, indem sie Produzenten vor der Ernte den abgezinsten Verkaufserlös zahlten, die so bequem ihre Abgaben zahlen konnten, und den vollen Ertrag erst dann lieferten, wenn sie die reife Ernte eingeholt hatten.:99
Die Hohe Pforte verbot im Jahr 1729 Termingeschäfte mit Agrarprodukten, aber ohne Erfolg.:99 In Vollzug des Verbotes verhafteten die Behörden im Juni 1730 Saʿd al-Zaydānī, ältester Bruder Ẓāhir al-ʿUmars (1690–1775), da er den Verkauf der Ernten dreier Dörfer auf Termin an französische Kaufleute vermittelt hatte, die sich auch erfolgreich für seine Freilassung einsetzten.:100 Ẓāhir al-ʿUmar, selber erfolgreicher Kaufmann im Handel zwischen Galiläa und Damaskus,:119 erkannte eine Chance und vereinbarte 1731 mit dem in Akko niedergelassenen Melkiten und Kaufmann Jūssuf al-Qassīs (يوسف القسيس; zunächst sein Berater, ab den 1740er Jahren sein Wesir:108), seine Waren ins Ausland zu verkaufen.:35
Ẓāhir al-ʿUmar, dessen nach Galiläa eingewanderte beduinische Familie sich als Kaufleute und Steuerpächter etabliert hatte, übernahm nach dem Tod seines Vaters die Aufgabe des Multasims (Steuerpächters), wobei er kaufmännisch denkend auf regelmäßige kontinuierliche Steuereingänge setzte, statt auf einmalige Höchstbeträge, die die Steuerpflichtigen ruinierten.:33 Sein Konzept schloss auch ein, Landpächter vor Räubern zu schützen.:155
Von Kaufleuten respektiert und bäuerlichen Landpächtern für Rücksicht und Schutz geschätzt, begann Ẓāhir al-ʿUmar mit Verhandlung und militärischem Geschick in Galiläa eine Ordnung aufzubauen, die Schutz vor Raubüberfällen und amtlicher Ausbeutung und Willkür bot, indem er allgemeine Regeln aufstellte und durchsetzte, auf die sich die Einwohner verlassen konnten. Ẓāhir al-ʿUmar erhob sich zum autonomistischen Regionalpotentaten, geflissentlich dem osmanischen Fiskus die geforderten Steuern zahlend und offenen Konflikt mit der wenig präsenten Hohen Pforte meidend, sondern deren Anerkennung suchend.:46

### Aufbau als Verwaltungssitz ab 1740
Ẓāhir al-ʿUmar erkannte Akkos Potential:35 und begann ab den 1740er Jahren den Ausbau der Ruinen Akkos zu seiner befestigten Residenz und Verwaltungszentrale. In Ẓāhir al-ʿUmars Gebiet vor Raub geschützt konnten bäuerliche Produzenten ihre Produktion steigern und behielten nach Steuer und Pacht mehr von ihrem Ertrag für sich übrig als ihresgleichen in Gebieten anderer Herren. Das wieder befestigte Akko war Knotenpunkt zum globalen Handel, Ẓāhir al-ʿUmars Festung und Hauptstadt seines prekären regionalen Herrschaftsgebiets. Die bei Sicherheit vor Gewalt und unterlassener Willkür wachsende Produktion im primären Sektor, schließlich weiter verstärkt durch Förderung der Arbeitsmigration,:38seqq. erforderte und erlaubte durch wachsende Steuereinnahmen auch mehr Beschäftigte im verarbeitenden sekundären und Dienste (Handel, Verkehr, Verwaltung, Planung, Ordnungskräfte und Sicherheitsorgane) erbringenden tertiären Wirtschaftssektor,:117 womit die Zahl der Akkoner von 400 um 1730 binnen weniger Jahre auf 15'000 und dann 25'000 um 1770 anstieg.:16
Die Neu-Akkoner wanderten von Aleppo, Damaskus, griechischen Inseln, Malta oder Nazareth zu.:22 Sie bekannten sich meist zum Christentum, insbesondere zur griechischen Orthodoxie oder griechisch-katholischen Union, wodurch ab Mitte des 18. Jahrhunderts Christen in der Stadt die Mehrheit bildeten.:23 In und auf Ruinen der Kreuzfahrerstadt errichteten Neu-Akkoner im 18. Jahrhundert eine neue Stadt. Auf der erhaltenen Krypta in den Ruinen des Kirchenschiffes von St. Johannis, seine erhaltene Westfassade und teils die Nordfassade einbeziehend, ließ Ẓāhir al-ʿUmar um 1750 sein erstes Serail (heute Altes Serail genannt) errichten.:27

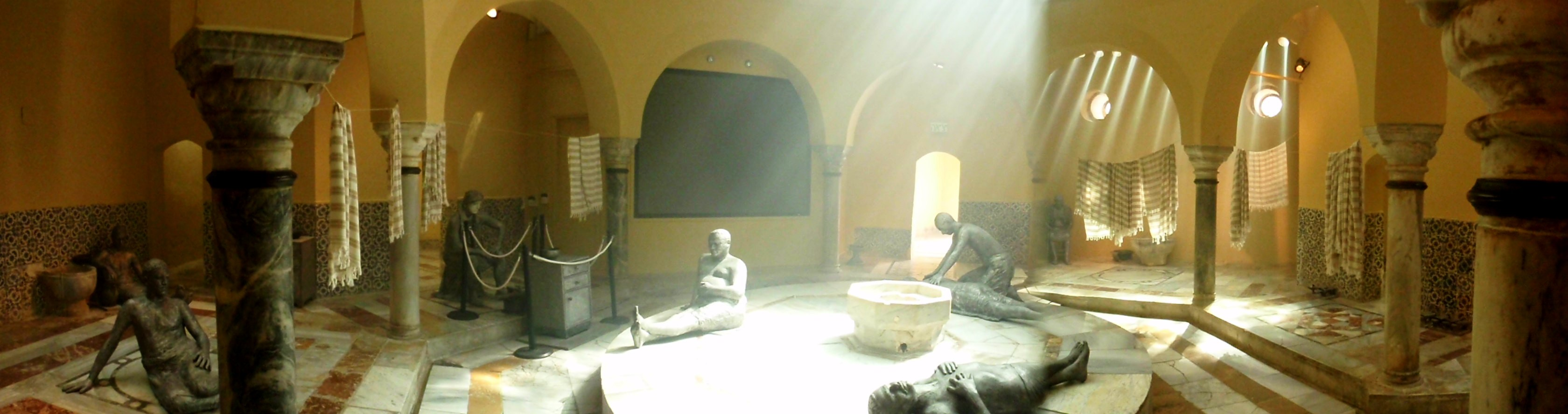
Türkischer Ḥammām des Paschas: Säulen und andere Spolien, 2010

Brauchbare Teile aus der Ruine der prächtigen Johanniskirche wurden im Oratorium eingelagert und teilweise später als Spolien auch im Türkischen Hammam verbaut. Nachdem dieses Serail fertiggestellt war, zog die Verwaltung von der Zitadelle dorthin um.
Nach gescheiterten Versuchen, den aus eigenem Willen und Können aufgestiegenen, unabhängigen Ẓāhir al-ʿUmar abzusetzen, fügte sich die Hohe Pforte 1768 schließlich ins Unvermeidliche und verlieh ihm den neu geschaffenen, seinen aus eigener Kraft errungenen Machtbereich spiegelnden Rang eines ‹Scheichs von Akko und ganz Galiläa›.:36 Ẓāhir al-ʿUmar, der einem beim osmanischen Sultan Abdülhamid I. in Ungnade gefallenen Freund beistand, war 1771 so selbst Ziel osmanischer Intervention geworden, die 1775 mit seiner Erschießung auf der Flucht endete.:44seqq. Als neuen Scheich ernannte die Hohe Pforte Ahmad ‹al-Dschazzār› Pascha ab 1777 mit Titel eines Wālī von Sidon,:111 als der er 1779 aber seinen Sitz in Akko nahm.:180
Ahmad ‹al-Dschazzār› Pascha, dem Gewalttätigkeit den Beinamen ‹der Schlächter› (الجزّار al-Ǧazzār) eingetragen hatte,:50 fehlten wirtschaftlicher Sachverstand, freundschaftliche und als Bosniake familiäre Beziehungen in seinem Machtbereich sowie die Fähigkeit, seiner Herrschaft widerstreitende lokale und regionale Potentaten durch Zugeständnisse und Abkommen für sich zu gewinnen.:121seqq. Stattdessen setzte er auf Gewalt, um angebliche und tatsächliche Gegner zu beseitigen und potentielle Widersacher abzuschrecken.:74 Daher unterhielt Dschazzār Pascha einen personalstarken Repressionsapparat aus teuren fremden, auch bosnischen Söldnern ohne Bindungen zu lokaler Bevölkerung.:159
Steigende Ausgaben erforderten höhere Steuerforderungen und -einnahmen, die z. B. ein neues obrigkeitliches Monopol im Getreidehandel einbringen sollte.:121 Die Zahl der Bauern sank, teils durch Flucht vor Repressalien oder Steuerexekution und schließlich in Folge Todes durch die Beulenpest 1786.:113  Als Dschazzār Pascha erfuhr, dass einige seiner ägyptischen mamlukischen Söldner Beziehungen zu Damen seines Harems unterhielten, ging er drakonisch gegen die Verdächtigen vor, was eine Rebellion dieser Söldner auslöste, die sich im Turm Burǧ al-Chazna verschanzten, wo er sie mit Hilfe bosniakischer Söldner im Mai 1789 belagerte. Die Mamluken drehten die Kanonen auf dem Turm in Richtung Altes Serail und drohten es zu zerstören, wodurch sie erfolgreich ihren freien Abzug erpressten.:143seqq. Akkoner und Galiläer wanderten ab und mehr und mehr Agrarflächen lagen brach.:121 Dschazzārs Versuch aber, französische Käufer 1790 an Direktkäufen bei Bauern zu hindern, womit sie Exportabgaben umgehen wollten, ließ diese nach Beirut weiterziehen.:114

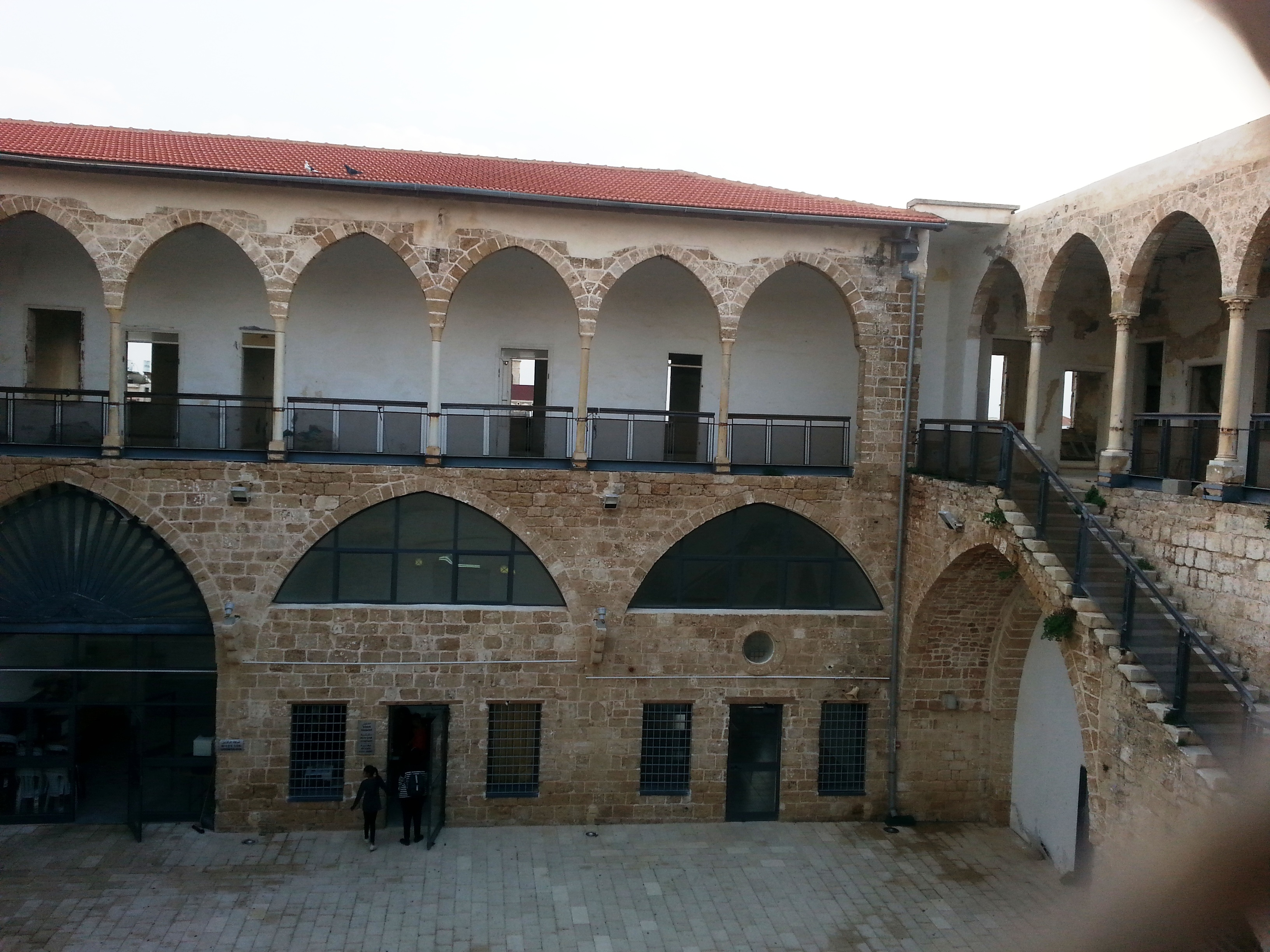
Blick vom Museum des Untergrunds auf Süd- und Westflügel des Alten Serails, 2018

Dschazzār Paschas Nachfolger, sein Adoptivsohn Süleyman Pascha ‹al-ʿĀdil› (Amtszeit 1805–1819), traf sich morgens zur zweiten Stunde nach Sonnenaufgang mit seinem Schatzkanzler ʿAli Pascha Agha ‹al-Chazindār› und seinem Finanzwesir Chaim Farchi ‹al-Muʿallim› (حاييم فرحي; 1760–1820), den er von Dschazzār Pascha übernommen hatte, im Serail, um die Regierungsgeschäfte zu beraten.:165 Vermutlich schon seit Ende des 18. Jahrhunderts diente die Krypta der Johanniskirche unter dem Alten Serail als Postexpedition, weshalb sie im Volksmund ‹al-Būsṭa› (البوسطة ‚die Post‘) genannt wird.

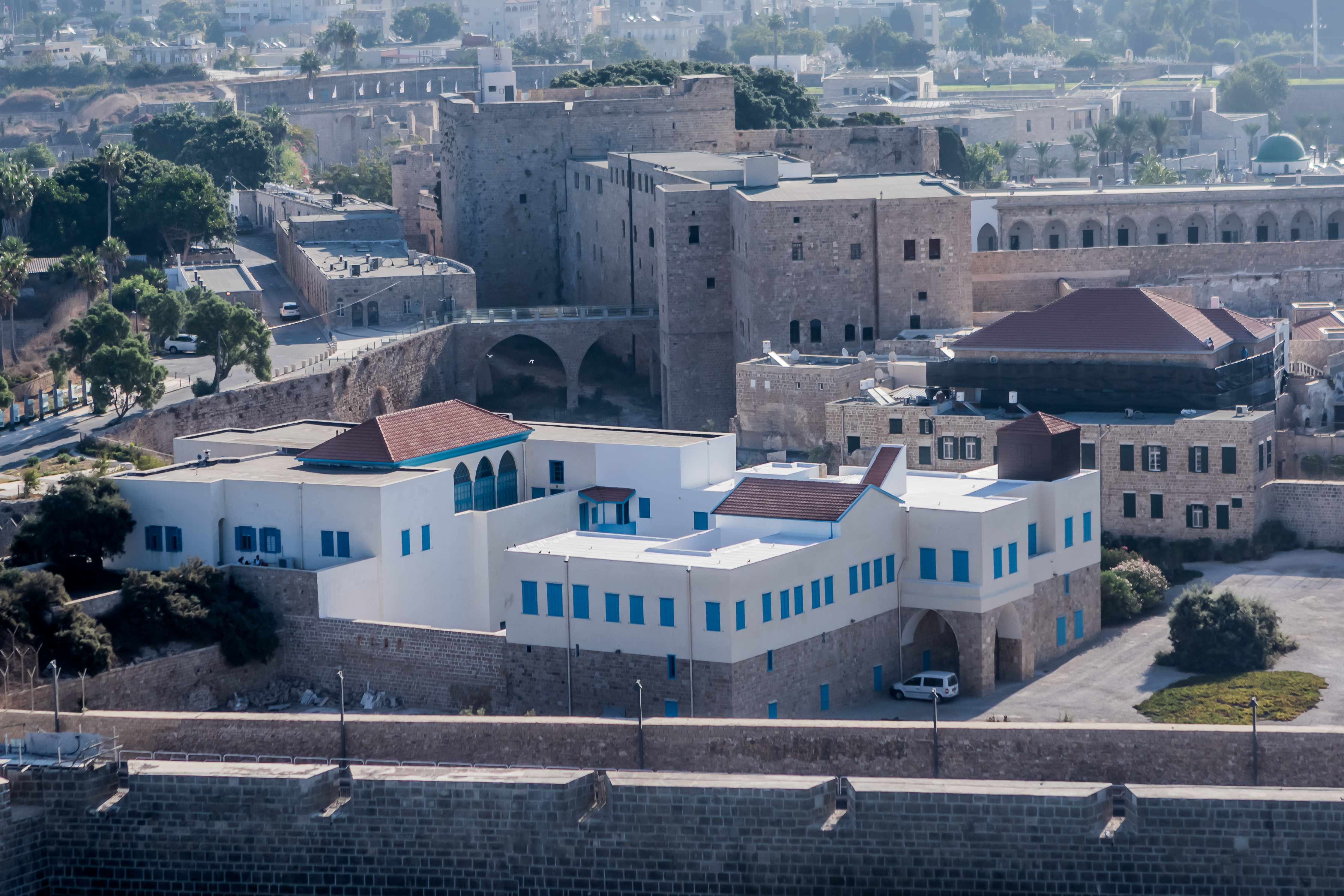
Blick ostwärts übers um 1830 als Neues Serail erbaute Haus ʿAbdullah Paschas (in Weiß) zur Zitadelle, 2017

Süleyman Pascha und sein Sohn und Nachfolger ʿAbdullah Pascha ibn ʿAlī (Amtszeiten 1820–1822 und wieder 1823–1832) waren die letzten Wālīs von Sidon, die von Akko aus amtierten. Bis 1830 erbaute sich ʿAbdullah Pascha ein Neues Serail, das seit seiner Renovierung zwischen 1978 und 1983 durch den Architekten Ridvánu'lláh Ashraf und die Neueinrichtung durch Rúhíyyih Chánum, Witwe Shoghi Effendis, Palais des Paschas (אַרְמוֹן הַפָּאשָׁא Armon ha-Pāšā) bzw. Haus ʿAbdullah Paschas genannt wird und seither Einrichtungen der Baháʾí dient. Das Alte Serail diente, nachdem Dschazzār Pascha sich ein Neues Serail erbaut hatte, Regierungsbeamten niedrigen Ranges als Amtssitz. Nach dem Niedergang Akkos durch verfehlte Wirtschaftspolitik,:185 verpasste wirtschaftliche Anpassung, Seuchen, Krieg und Erdbeben fristete Akko sein Dasein als Städtchen mit 2'000 Einwohnern in großartiger Kulisse. Auch der Amtssitz regionaler Verwaltungen war an andere Städte verloren gegangen.

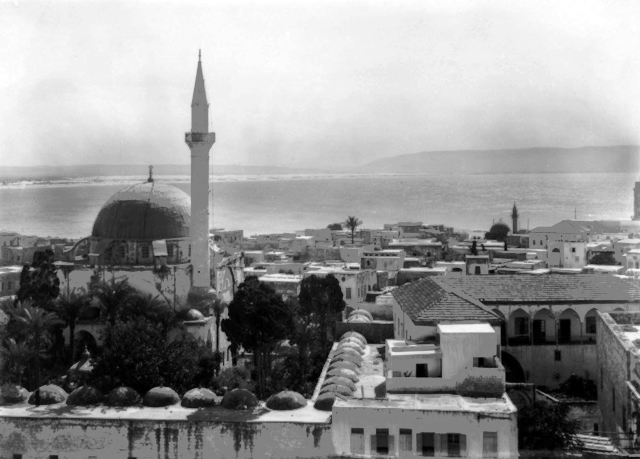
Blick von der Zitadelle zu Altem Serail (re.) und Dschazzār-Moschee, um 1918

### Im Fokus der Denkmalpflege nach 1918
Die britische Mandatsmacht baute das Bildungswesen aus und richtete 1921 im Alten Serail eine Mädchenschule mit arabischer Unterrichtssprache ein. 1942 hatte die Antikenverwaltung Mandatspalästinas die Exploration Winter begonnen, um Akkos Altstadt zu erkunden. Sie ergab, dass der Baubestand der Altstadt eine einzigartige bauliche Verbindung von Kreuzfahrerbauten des 12./13. Jahrhunderts mit Bauten aus der arabisch-osmanischen Epoche (18./19. Jahrhundert) sei, insbesondere die Stadtmauern. In Folge dieser Erkundung stellte die britische Mandatsregierung die Altstadt Akkos unter Schutz und erließ eine Erhaltungssatzung.
Ab 1948 leitete Jehoschua Prawer (יְהוֹשֻׁעַ פְּרָאווֶר; 1917–1990), Pionier der Kreuzfahrerforschung, ein Programm von Erkundungen, um in Akko die Hinterlassenschaften von Kreuzfahrern, katholischen Levantiner lateinischen Ritus (so genannte Franken; الفرنجة, DMG al-Faranǧa) und Pullanen, freizulegen und zu erforschen. Dann unternahmen Arbeiter im Auftrage der israelischen Behörde der Natur und Gärten 1958 bis 1963 eine Grabungskampagne im Geviert des Grand Manoir, wobei zunächst die Säle 1 bis 3 des Nordflügels, ein diagonaler Durchgang durch die Pfeilerhalle im Ostflügel und das vermutete Refektorium im Südflügel freigelegt wurden.
Bei laufendem Betrieb der vom israelischen Bildungsministerium inzwischen auf Koedukation umgestellten arabischsprachigen Schule im Alten Serail ließ darunter die Behörde der Natur und Gärten von 1959 bis 1962, geleitet von Seʾev Goldmann, die Krypta (gemeinhin auch ‹al-Būsṭa›) ergraben und darin sechs parallele Säle freilegen, die einst offene Arkaden zu einem südlich anschließenden Hof und nach Norden kleinere Fenster zur ehemaligen Geschäftsstraße, jetzt unterm Straßenniveau, aufweisen. Noch Ende der 1980er Jahre diente das Alte Serail als Schule.
Alex Kesten (אַלֶכְּס קֶשְׁטֶן; 1912–1994) erstellte bis 1962 ein systematisches Verzeichnis der Bauten in der Altstadt, das das erstaunliche Ineinandergreifen der Bauten aus Kreuzfahrerzeiten und arabisch-osmanischer Ära erfasst, sie stehen mal neben-, mal in- oder übereinander. Basierend auf Kestens Verzeichnis wurde für die Altstadt ein Erhaltungsplan angenommen und schrittweise umgesetzt, was schließlich dazu führte, dass die UNESCO 2001 das Alte Serail als Teil der Altstadt Akkos mit dieser zum Weltkulturerbe erklärte.

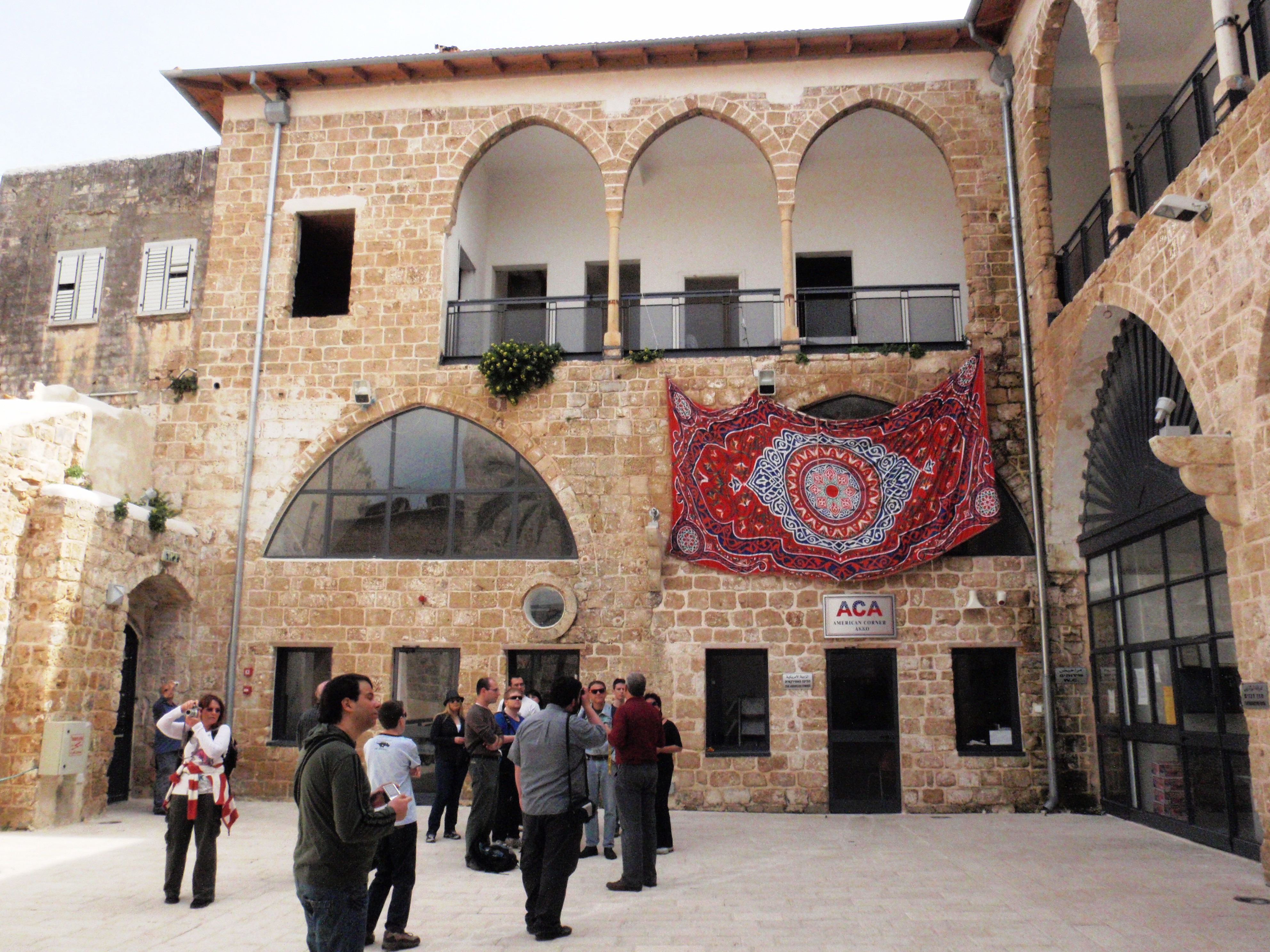
Altes Serail: Zugang zum ACA (American Corner Akka), 2010

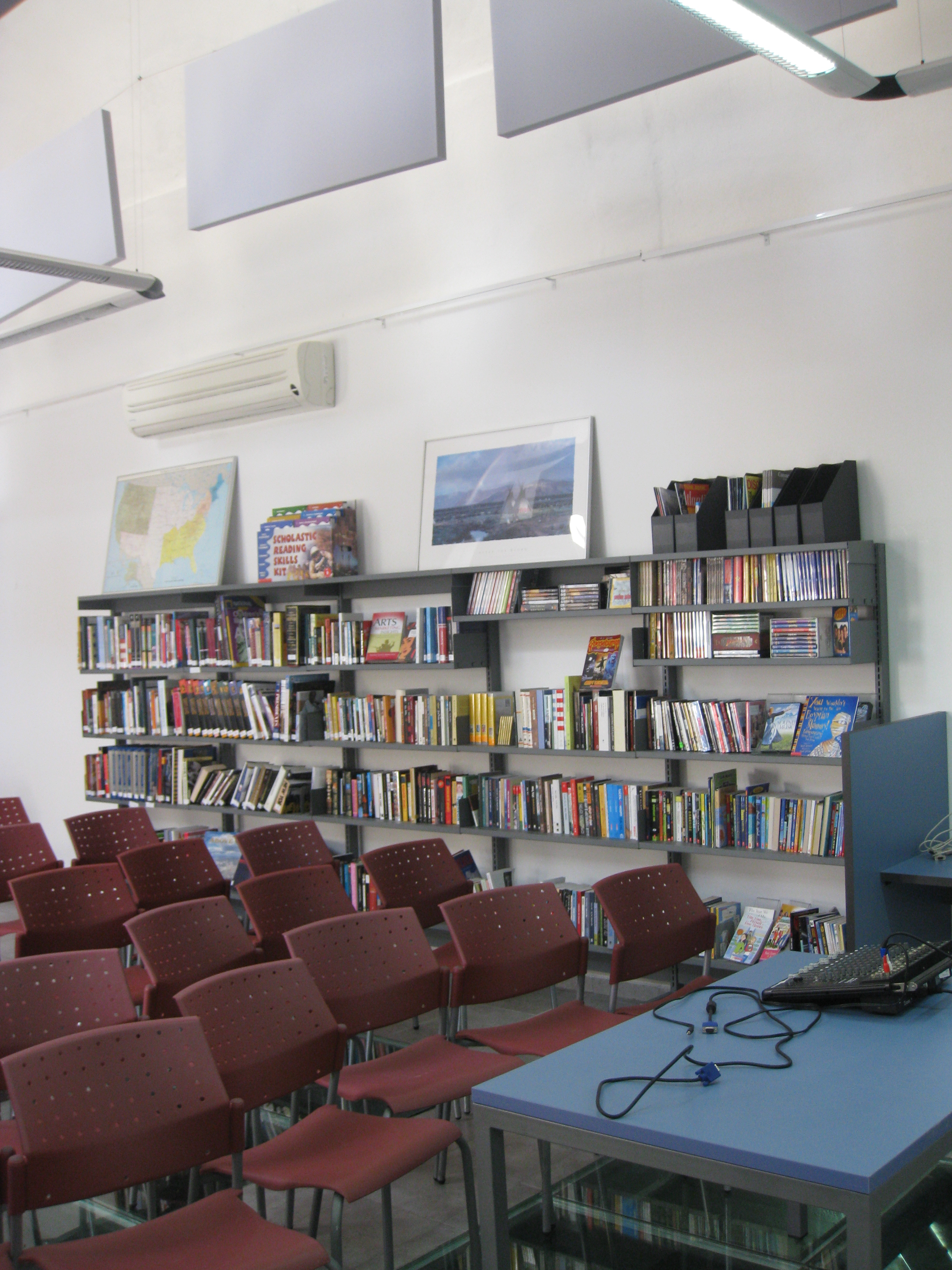
Altes Serail: Bibliothek des Zentrums, 2010

## Heutige Nutzung

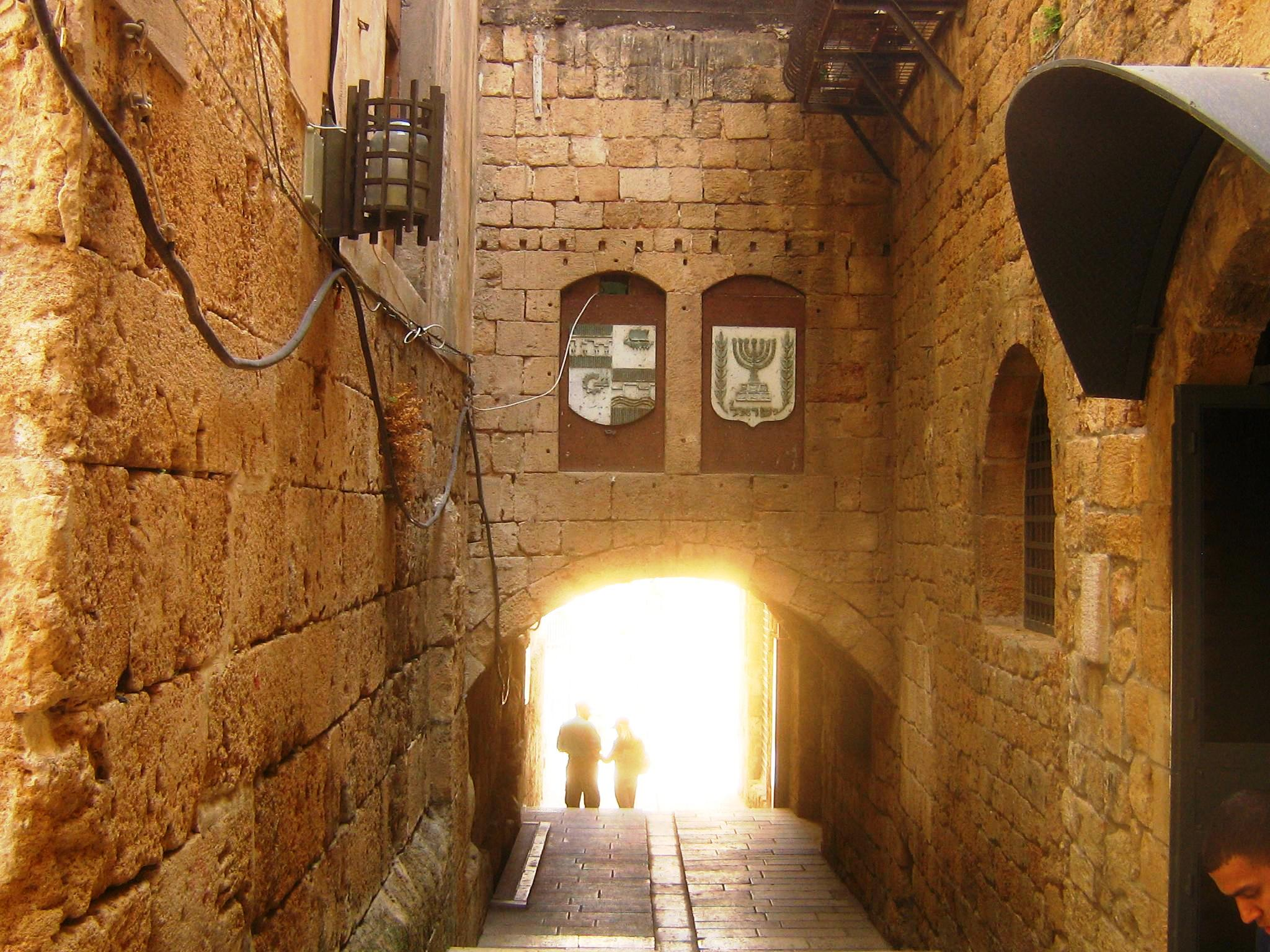
Rechov Ritschard Lev-Ari gen Süden mit Westfassade der Kirche (li.), jetzt Teil des Alten Serails, 2009

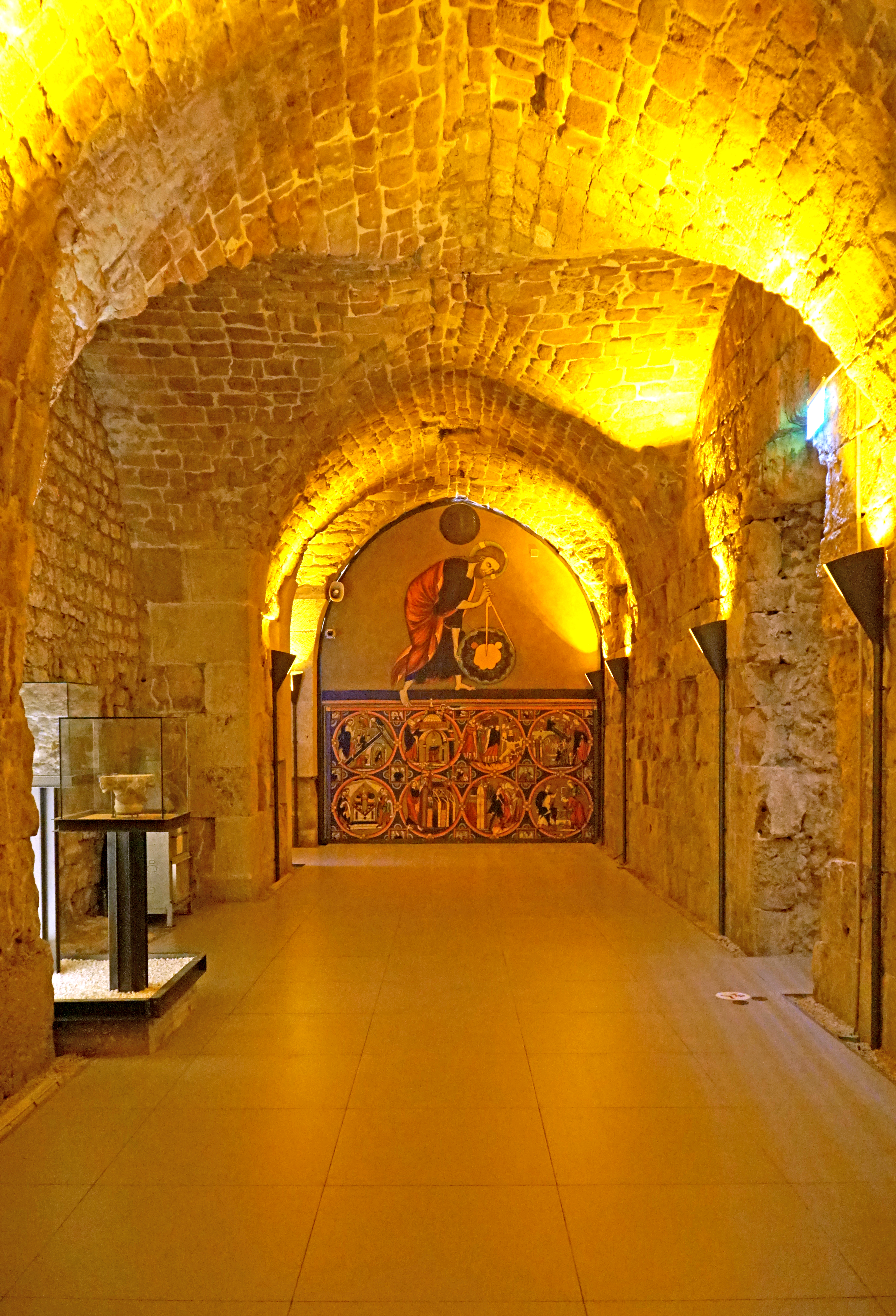
Johanniterkirche: Krypta mit ausgestelltem korinthischen Kapitell aus dem oberen Kirchenraum, 2016

Seit 1998 dient das Alte Serail als Kultur-, Jugend- und Sportzentrum MaTNa“S a-Sarājah (מֶרְכָּז תַּרְבּוּת, נוֹעַר וּסְפּוֹרְט [מַתְנָ"ס] אַ-סָּרָאיָה Merkaz Tarbūt, Nōʿar ūSpōrṭ [MaTNa“S] a-Sarājah; offiziell auch מֶרְכַּז תַּרְבּוּת, נוֹעַר וּסְפּוֹרְט [מָתְנָ"ס] חָדָשׁ עַכּוֹ הָעַתִּיקָה Merkaz Tarbūt, Nōʿar ūSpōrṭ [MaTNa“S Chadasch ʿAkkō ha-ʿAttīqah], deutsch ‚Neues Kulturzentrum Alt Akko‘). Nach Abschluss der ausführlichen Renovierung 2009 nutzen vor allem Bürger der Altstadt das Alte Serail als Gemeinschaftshaus.
Im MaTNa“S a-Sarāja bieten engagierte, meist arabischsprachige Akkoner Kulturveranstaltungen, Kinderbetreuung, Räume für Jugendliche sowie für Sport-, Ballett- und Theatergruppen. In der Jugendarbeit setzt das Zentrum auf Zusammenwirken von Christen, Juden und Muslimen, auf Respekt vor dem anderen und auf Überwindung von Gewalt. Ferner fördert das Zentrum die Stellung von Müttern und bietet berufliche Qualifizierungskurse für rund 60 junge Frauen. Als Partner des Zentrums eröffnete am 1. April 2009 das American Corner in Akko (ACA), eine Bibliothek mit englischsprachigen Medien zu amerikanischer Belletristik, mit Nachschlagewerken zu Regierung, Geschichte und Kultur der USA. Weitere Partnerin des MaTNa“S a-Sarāja ist die Evangelische Israelhilfe Württemberg.

## Baubeschreibung
Das Alte Serail besetzt den Platz des Schiffes der ehemaligen Johanniterkirche St. Johannis Baptistae (كَنِيسَة الْقِدِّيس يُوحَنَّا الإسْبِتَارِيَّة, DMG Kanīsat al-Qiddīs Yūḥannā al-Isbitāriyya, כְּנֵסִיַּת יוֹחָנָן הַמַּטְבִּיל הַקָּדוֹשׁ הָהוֹסְפִּיטַלֶרִית Knessijjat Jōchanan ha-Maṭbīl ha-Qadōsch ha-hōspīṭalerīt), die im Zentrum der Johanniterkommende lag. Nördlich befand sich der Grand Manoir mit Ordenshospiz, wo Ritterbrüder und Pilger unterkamen, südlich grenzte das Hospital der Johanniter an. Die Johanniterkirche entstand als Nordseite einer vierseitigen Anlage mit Innenhof, die die Kreuzfahrer nach Einnahme der Stadt 1104 den Johannitern als Kommende überließen.
Goldmann vermutet, dass die Krypta (قبو الكنيسة; מַרְתֵּף הַכְּנֵסִיָּה) der Johanniskirche, sechs parallele gewölbte Säle unter dem heutigen Alten Serail, auf den Nordflügel einer arabisch-fatimidischen Karawanserei des 10. oder 11. Jahrhunderts zurückgeht, denn mehrere Merkmale des Baus, wie ein Hufeisenbogen im südlichen Teil der Ostmauer im letzten der Säle, weisen darauf hin. Dabei sind die zwei westlichen Säle älteren, die vier östlichen, 5,5 Meter hohen, jüngeren Datums. Wie es typisch für eine Karawanserei ist, öffnen sich die sechs Säle der Krypta zum ehemaligen Innenhof (im Süden). In der « Vue de Saint-Jean d’Acre » von 1686 schimmert das durch die Fenster in der Nordwand der Krypta hereinfallende Licht durch die tiefen Joche bis zu den Torbögen vorne heraus. Die Einordnung dieses Unterbaus des Alten Serails als ehemalige Krypta der Kirche gilt als gesichert, nachdem im Auftrag der israelischen Altertümerbehörde Hanaʾa Abu-ʿUqsa (هناء أبو عقصة, DMG Hanāʾa Abū-ʿUqṣa) und Eliʿezer Stern Krypta und Altes Serail zwischen 1995 und 2003 eingehend untersucht haben.

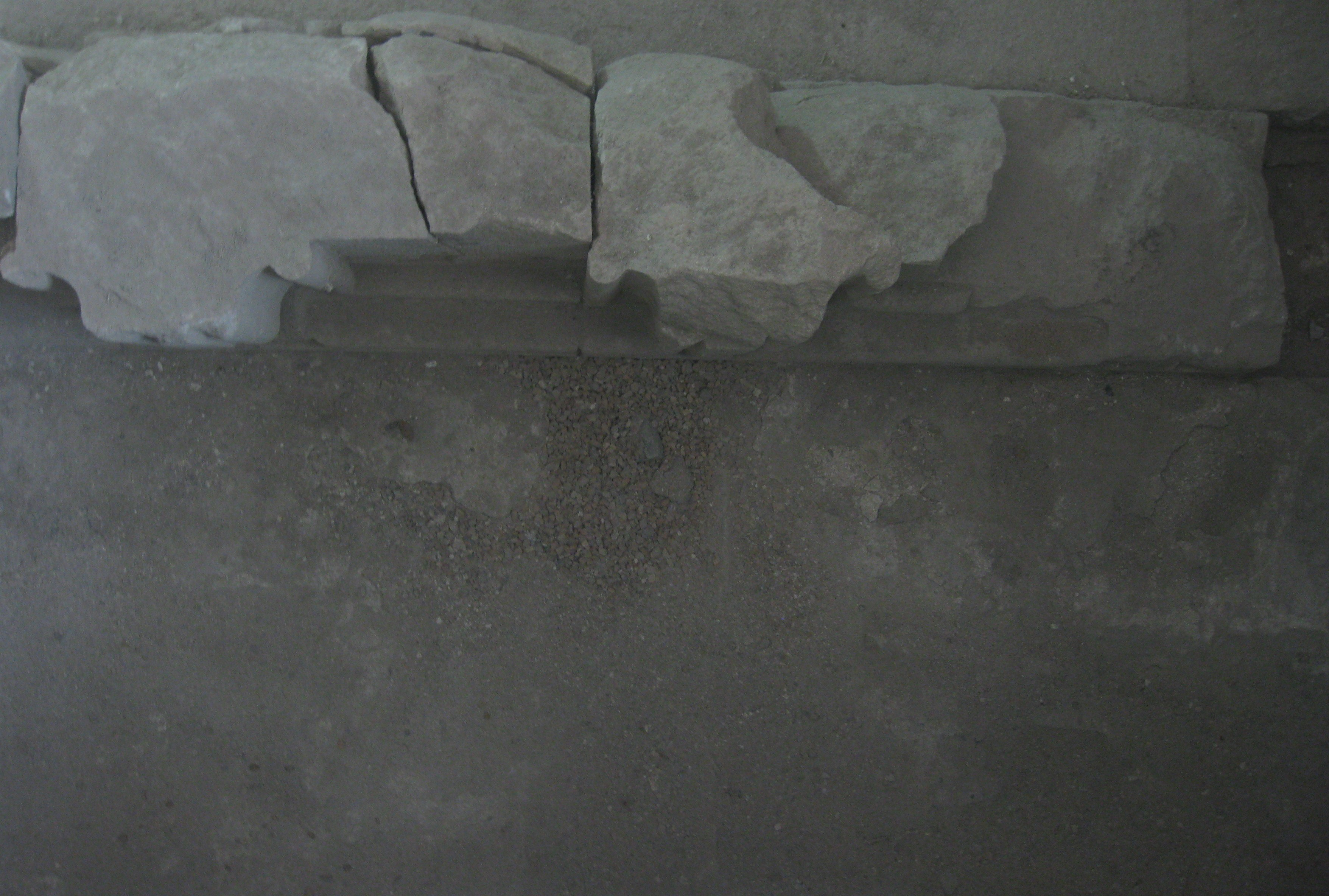
Johanniskirche: Behauene Steine mit Ansätzen aufgesetzter Stäbe, gefunden am vermauerten Haupteingang in der Westwand des Alten Serails, 2010

Außer der Krypta, die nach der mamlukischen Zerstörung Akkos und späterer Überbauung in osmanischer Zeit erhalten blieb, finden sich weitere Reste der eigentlichen Kirche. Schon Goldmann fand Ende der 1950er Jahre den westlichen Haupteingang zur Kirche, jetzt vermauert, wovor er zwei Treppenläufe vermutete, die vom mittelalterlichen Straßenniveau vier Meter hinauf zur Ebene des Hauptschiffes führten. Das den gesamten Bau außen umrundende Gesims, teils unter dem heutigen Straßenniveau gelegen, ist im Bereich des ehemaligen Haupteingangs unterbrochen, wo Pilaster auf dem äußeren Mauerwerk das nun vermauerte Portal links und rechts flankieren.

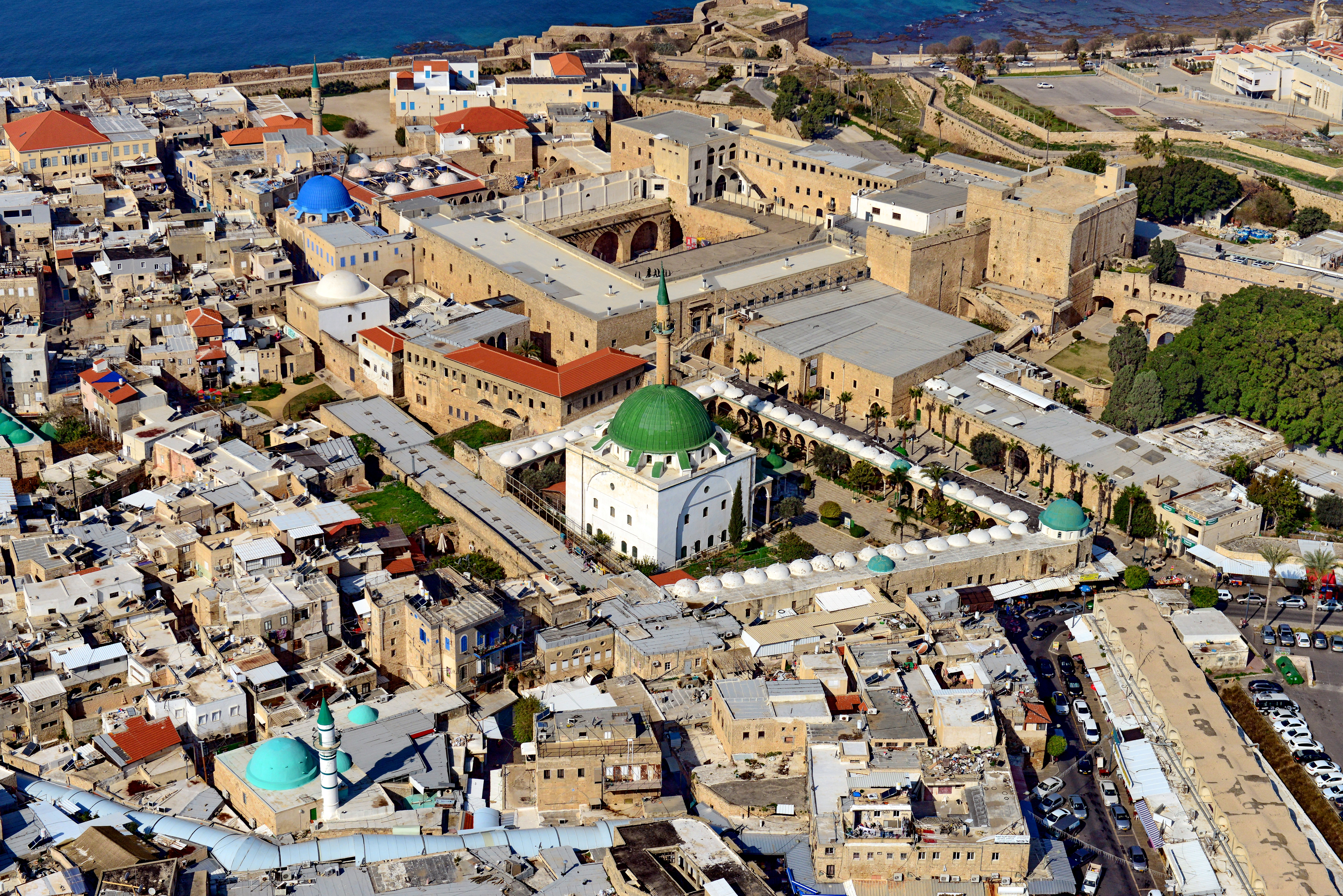
Bildmitte: Krypta unter Altem Serail (teils rot gedeckter Dreiflügelbau), links davon Türkischer Basar (langes graues Dach), rechts beider Dschazzār-Moschee umgeben vom Riwaq, darüber Zitadelle mit Arkadenhof, 2016

Abu-ʿUqṣa und Stern ergruben zwischen den Jahren 2004 und 2010 an drei Stellen den Boden des Alten Serails, worunter sie in einer puffernden Schuttschicht den Kirchenboden fanden, der im östlichen Serailflügel im Bereich vor dem ehemals triapsidialen Chor, der selber nicht erhalten ist, Spuren der Chorschranken aufweist. Die drei Apsiden, die das Kirchenschiff nach Osten abschlossen, sind in der « Vue de Saint-Jean d’Acre » (17. Jahrhundert) durch das zerstörte Süd- und Hauptschiff hindurch noch zu erkennen, wichen aber später dem westlichen Flügel des Riwaqs um die Dschazzar-Pascha-Moschee. Der alte Kirchenboden besteht aus Platten von Marmor dreier verschiedener Färbungen übersät mit Scherben bunter Kirchenfenster. Zudem fanden Abu-ʿUqṣa und Stern inmitten des Kirchenschiffs, heute einenteils unterm Ehrenhof und anderenteils im Südflügel des Alten Serails, in der Schuttschicht drei gestürzte Marmorsäulen und bunte Kapitelle aus Marmor, davon eines mit einem Johanniterkreuz in Orange auf schwarzem Grund. Im Westflügel des Alten Serails, im Bereich des ehemaligen Narthex, entdeckten sie inmitten der Bodenplatten eine ausgelassene runde Vertiefung, wo vermutlich die Fünte gestanden hatte.

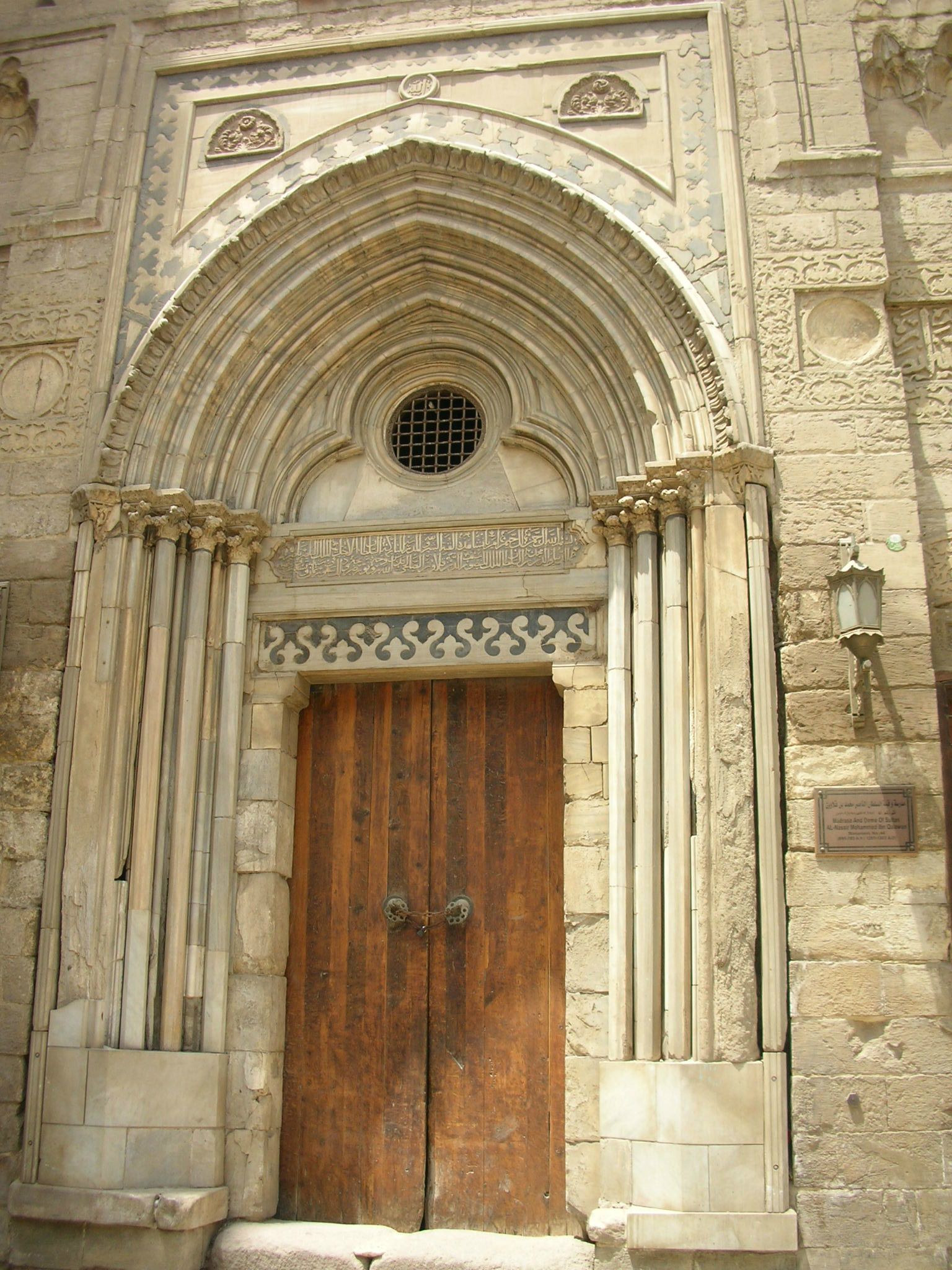
Mausoleum al-Nasir Muhammads: Gotisches Portal mit eingestellten Säulen im Gewände und Archivolten, 2017

Am ehemaligen westlichen Haupteingang zur Kirche entdeckten die Ausgräber die Türschwelle aus grauem Marmor. Diese 2,7 Meter lange Schwelle am vermauerten Portal von St. Johannis, die an beiden Enden bis zur einfassenden Wand Lücken von 35 cm lässt, passt bestens zu dem gotischen Kirchenportal mit seinem Gewände und darin eingestellten Säulen, das Sandschar al-Schudschaʿi als Beute aus Akko nach Kairo mitnahm, wo es zwischen 1296 und 1303 verbaut wurde. Das Kirchenportal verschließt jetzt den Gang von an-Nasir Muhammads Mausoleum zur Madrasse seines Namens. Daher nimmt Vardit Shotten-Hallel (וַרְדִּית שׁוֹטֶּן-הַלֵּל) an, dass dieses Kirchenportal eher von der Johanniterkirche stammt, als – wie andere vermuten – von der Heilig-Kreuz-Kathedrale (Jim Antoniou), der Andreas- oder der Georgskirche (Alexander Papadopoulos).
Über dem jetzt vermauerten Eingang erhebt sich die Westfassade der Johanniterkirche bis zu einer Höhe von 13 Metern über dem jetzigen Straßenniveau und setzt sich ums Nordwesteck mit einem Teil der nördlichen Kirchenfassade fort, jetzt einbezogen in die Nordwand am Westflügel des Alten Serails. In den Fensteröffnungen dieser Fassadenteile, die auch in der « Vue de Saint-Jean d’Acre » als Dreipassfenster zu erkennen sind, sind jetzt jüngere Fenster, jedoch fehlt heute das Maßwerk, von dem Fragmente bei Ergrabung des Kirchenbodens entdeckt wurden. Anders als in Frankreich, wo Maßwerk meist integraler Bestandteil des übrigen Mauerwerks ist, überwog bei Kreuzfahrerbauten eingesetztes Maßwerk, das im Zuge von Zerstörung oder Neunutzung leicht entfernt werden kann. Die gefundenen Fragmente von Maßwerk erlauben dieses als Dreipassbögen zu rekonstruieren, wie Shotten-Hallel 2010 zeigte, wie derjenige über dem nach Kairo versetzten Kirchenportal.

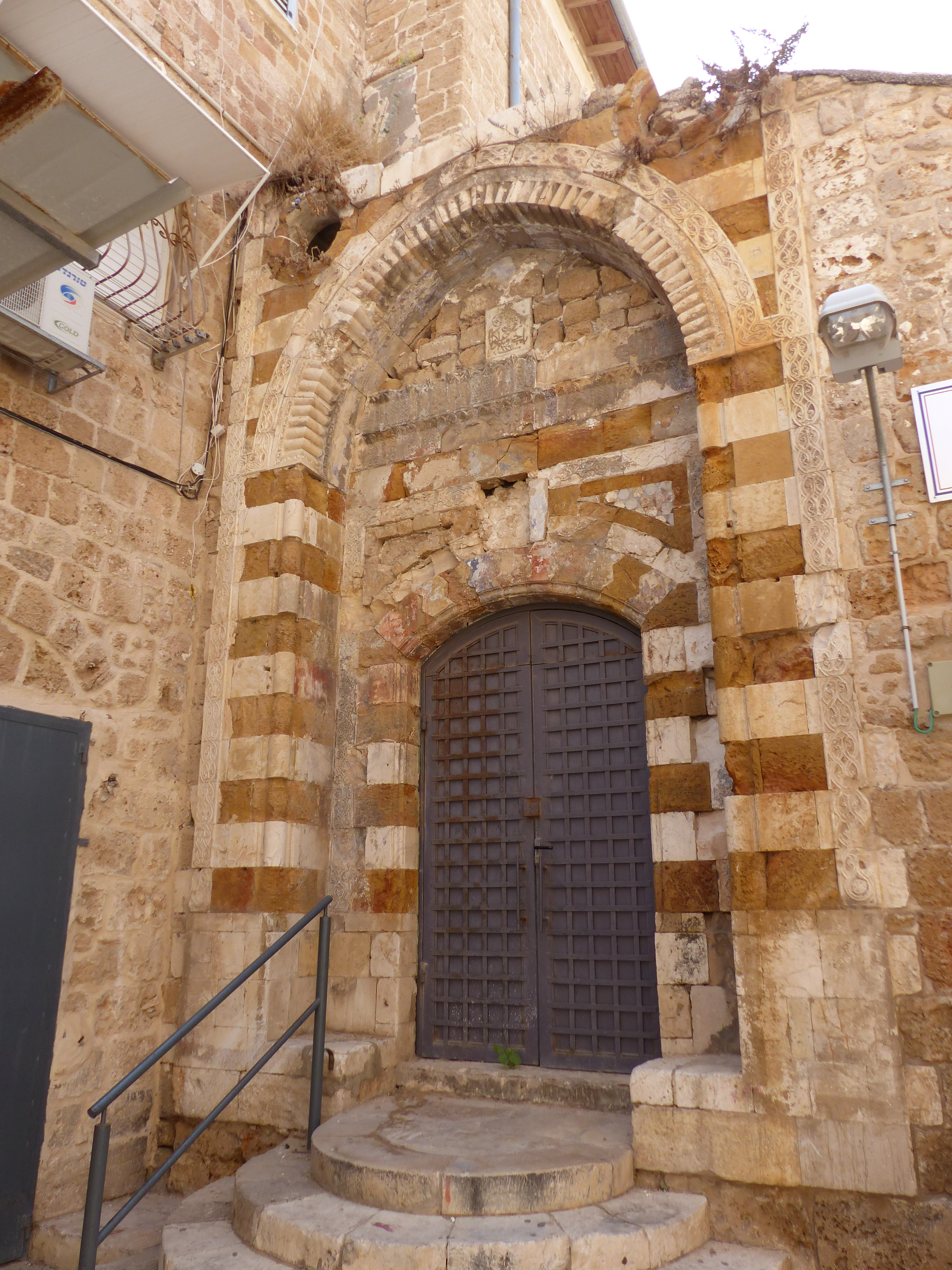
Portal zum Alten Serail von Norden, 2017

Direkt auf die Krypta setzt heute das Alte Serail auf, das um 1750 durch Ẓāhir al-ʿUmar erbaut wurde.:27 Das Alte Serail bildet eine zweistöckige Dreiflügelanlage um einen Ehrenhof mit hofseitigem Arkadengang im Obergeschoss. An der Nordseite zur Straße Rechov Portzej ha-Mivtzar schließt den Ehrenhof eine hohe Mauer ab, die durch ein hohes Tor passiert werden kann. Deren Torbogen wurde im Ablaq-Stil in abwechselnd hellem und dunklen Stein gemauert und gehörte ursprünglich zu einer Madrassa, die Ẓāhir al-ʿUmar hatte errichten lassen. Die Inschrift am Tor nennt das islamische Jahr 1270 (gregorianisch: 1853/1854), eventuell das Datum, an dem das Tor an seinen jetzigen Standort versetzt wurde, jedoch wurden sowohl besagte Madrassa wie das Alte Serail einige Dekaden früher gegründet.